# احمد قدکچیان
احمد قدکچیان (۲۵ تیر ۱۲۹۹ تهران – ۱۷ آذر ۱۳۸۵ تهران) بازیگر پیشکسوت تئاتر، سینما و تلویزیون ایران بود.

## زندگی
قدکچیان در ۲۵ تیر ۱۲۹۹ خورشیدی در محله سنگلج تهران به‌دنیا آمد. او فعالیت خود را با تحصیل در هنرستان هنرپیشگی و بازی در نمایش «اسکندر و دارا» در سال ۱۳۲۱ آغاز کرد و پس از آن در دیگر نمایش‌ها، چون اتلو، دختر گل فروش، سقوط کابینه و نمایش‌های دیگر نقش‌آفرینی کرد و ۲۳ نمایش را در کارنامه هنری خود به ثبت رساند. آهنگساز معاصر، عباس تجویدی، و فیلمساز معاصر مهدی ژورک از بستگان او هستند.
قدکچیان از سال ۱۳۳۰ بازی در فیلم‌های سینمایی را با خواب‌های طلایی آغاز کرد و بعد از آن در بیش از ۱۱۷ فیلم سینمایی به ایفای نقش پرداخت که می‌توان از گرداب، گناهکار، خواب و خیال، مردی که رنج می‌برد، نردبان ترقی، بچه ننه، دوستان یک رنگ، دیوانه‌وار، راه و بی‌راه، ارثیه، بگذار زندگی کنم، خط قرمز، جدال، حسرت و بی‌تو تنهایم بازی کرد.
قدکچیان همچنین در مجموعه‌های تلویزیونی این خانه دور است، امام علی، گل‌های کاغذی، تنها در تاریکی، مرغ سحر، یادداشت‌های کودکی و چندین مجموعهٔ دیگر ایفای نقش کرد. قدکچیان طی فعالیت‌های هنری خود در کنار افرادی چون پرویز خطیبی، شهلا ریاحی، عطااله زاهد، مسعود کیمیایی همکاری داشت. پسرانش کامران قدکچیان و حمید قدکچیان و  کامبیز قدکچیان و کاوه قدکچیان می‌باشند.
همچنین او شوهر خواهر شهلا ریاحی بازیگر فقید ایرانی بود.

## درگذشت
قدکچیان صبح جمعه ۱۷ آذر ۱۳۸۵ بر اثر بیماری قلبی درگذشت.

## فیلم‌شناسی

### سینمایی
| ردیف | سال  | عنوان                    | کارگردان            | توضیحات                  |
| ---- | ---- | ------------------------ | ------------------- | ------------------------ |
| ۱    | ۱۳۸۰ | بی تو تنهایم             | قدرت‌الله صلح‌میرزایی |                          |
| ۲    | ۱۳۷۳ | دیوانه‌وار                |                     |                          |
| ۳    | ۱۳۷۳ | نیش                      | همایون اسعدیان      |                          |
| ۴    | ۱۳۷۰ | انفجار در اتاق عمل       | رحیم رحیم‌پور        |                          |
| ۵    | ۱۳۷۰ | راه و بیراه              | سیامک شایقی         |                          |
| ۶    | ۱۳۶۸ | تماس                     | خسرو ملکان          |                          |
| ۷    | ۱۳۶۵ | بگذار زندگی کنم          | شاپور قریب          |                          |
| ۸    | ۱۳۶۴ | تشریفات                  | مهدی فخیم‌زاده       |                          |
| ۹    | ۱۳۶۲ | خاک و خون                | کامران قدکچیان      |                          |
| ۱۰   | ۱۳۶۲ | شیلات                    | افشین شرکت          |                          |
| ۱۱   | ۱۳۶۰ | خط قرمز                  |                     |                          |
| ۱۲   | ۱۳۵۶ | خاتون                    |                     |                          |
| ۱۳   | ۱۳۵۵ | جدال                     |                     |                          |
| ۱۴   | ۱۳۵۵ | ستیز                     |                     |                          |
| ۱۵   | ۱۳۵۴ | حسرت                     |                     |                          |
| ۱۶   | ۱۳۵۴ | مرد شرقی و زن فرنگی      |                     |                          |
| ۱۶   | ۱۳۵۴ | هدف                      |                     |                          |
| ۱۷   | ۱۳۵۴ | هوس                      |                     |                          |
| ۱۸   | ۱۳۵۳ | دختران بلا، مردان ناقلا  |                     |                          |
| ۱۹   | ۱۳۵۳ | قفس                      |                     |                          |
| ۲۰   | ۱۳۵۲ | سراب                     |                     |                          |
| ۲۱   | ۱۳۵۲ | گلگو ۱۳                  |                     | محصول مشترک ایران و ژاپن |
| ۲۳   | ۱۳۵۱ | ساعت فاجعه               |                     |                          |
| ۲۴   | ۱۳۵۱ | کاکل‌زری                  |                     |                          |
| ۲۵   | ۱۳۵۱ | یک جو غیرت               |                     |                          |
| ۲۶   | ۱۳۵۰ | ایوب                     |                     |                          |
| ۲۷   | ۱۳۵۰ | پهلوان در قرن اتم        |                     |                          |
| ۲۸   | ۱۳۵۰ | رسوای عشق                |                     |                          |
| ۲۹   | ۱۳۵۰ | مردان سحر                |                     |                          |
| ۳۰   | ۱۳۴۹ | حادثه جویان              |                     |                          |
| ۳۱   | ۱۳۴۹ | سوگلی                    |                     |                          |
| ۳۲   | ۱۳۴۹ | علی بی‌غم                 |                     |                          |
| ۳۳   | ۱۳۴۹ | قوز بالا قوز             |                     |                          |
| ۳۴   | ۱۳۴۹ | کمربند زرین              |                     |                          |
| ۳۵   | ۱۳۴۹ | لیلی و مجنون             |                     |                          |
| ۳۶   | ۱۳۴۸ | امشب دختری می‌میرد        |                     |                          |
| ۳۷   | ۱۳۴۸ | پسران قارون              |                     |                          |
| ۳۸   | ۱۳۴۸ | تک‌خال (فیلم ۱۳۴۸)        |                     |                          |
| ۳۹   | ۱۳۴۸ | دنیای پرامید             |                     |                          |
| ۴۰   | ۱۳۴۸ | ستاره فروزان             |                     |                          |
| ۴۱   | ۱۳۴۸ | شهر آشوب                 |                     |                          |
| ۴۲   | ۱۳۴۸ | کاسب‌های محل              |                     |                          |
| ۴۳   | ۱۳۴۸ | مالک دوزخ                |                     |                          |
| ۴۴   | ۱۳۴۸ | مردان روزگار             |                     |                          |
| ۴۵   | ۱۳۴۷ | تحفهٔ هند                 |                     |                          |
| ۴۶   | ۱۳۴۷ | چرخ بازیگر               |                     |                          |
| ۴۷   | ۱۳۴۷ | دختر شاه پریون           |                     |                          |
| ۴۸   | ۱۳۴۷ | دختر عشوه‌گر              |                     |                          |
| ۴۸   | ۱۳۴۷ | ستاره هفت آسمان          |                     |                          |
| ۴۹   | ۱۳۴۷ | سنگ صبور                 |                     |                          |
| ۵۰   | ۱۳۴۷ | گردش روزگار              |                     |                          |
| ۵۱   | ۱۳۴۷ | لوطی قرن بیستم           |                     |                          |
| ۵۲   | ۱۳۴۷ | من شوهر می‌خواهم          |                     |                          |
| ۵۳   | ۱۳۴۶ | دروازه تقدیر             |                     |                          |
| ۵۴   | ۱۳۴۶ | دنیای قهرمانان           |                     |                          |
| ۵۵   | ۱۳۴۶ | زن‌ها و شوهرها            |                     |                          |
| ۵۶   | ۱۳۴۶ | فردای باشکوه             |                     |                          |
| ۵۷   | ۱۳۴۶ | کوه‌زاد                   |                     |                          |
| ۵۸   | ۱۳۴۶ | گذشت بزرگ                |                     |                          |
| ۵۹   | ۱۳۴۶ | میلیونرهای گرسنه         |                     |                          |
| ۶۰   | ۱۳۴۶ | هفت شهر عشق              |                     |                          |
| ۶۱   | ۱۳۴۵ | بیست سال انتظار          |                     |                          |
| ۶۲   | ۱۳۴۵ | داماد فراری              |                     |                          |
| ۶۳   | ۱۳۴۵ | شوخی نکن دلخور می‌شم      |                     |                          |
| ۶۴   | ۱۳۴۵ | قفس طلایی                |                     |                          |
| ۶۵   | ۱۳۴۵ | قهرمان دهکده             |                     |                          |
| ۶۶   | ۱۳۴۵ | گدایان تهران             |                     |                          |
| ۶۷   | ۱۳۴۵ | هاشم‌خان                  |                     |                          |
| ۶۸   | ۱۳۴۴ | پاسداران دریا            |                     |                          |
| ۶۹   | ۱۳۴۴ | مرخصی اجباری             |                     |                          |
| ۷۰   | ۱۳۴۳ | دزد شهر                  |                     |                          |
| ۷۱   | ۱۳۴۳ | ستاره صحرا               |                     |                          |
| ۷۲   | ۱۳۴۳ | قانون زندگی              |                     |                          |
| ۷۳   | ۱۳۴۲ | مسافری از بهشت           |                     |                          |
| ۷۴   | ۱۳۴۱ | دخترها اینطور دوست دارند |                     |                          |
| ۷۵   | ۱۳۴۱ | زن دشمن خطرناکیست        |                     |                          |
| ۷۶   | ۱۳۴۱ | کلید                     |                     |                          |
| ۷۷   | ۱۳۴۱ | لاله آتشین               |                     |                          |
| ۷۸   | ۱۳۴۰ | دام عشق                  |                     |                          |
| ۷۹   | ۱۳۴۰ | دختران حوا               |                     |                          |
| ۸۰   | ۱۳۳۹ | آفت زندگی یا مرفین       |                     |                          |
| ۸۱   | ۱۳۳۹ | آینه تاکسی               |                     |                          |
| ۸۲   | ۱۳۳۹ | بچه‌ننه                   |                     |                          |
| ۸۳   | ۱۳۳۹ | دوستان یکرنگ             |                     |                          |
| ۸۴   | ۱۳۳۹ | صفرعلی                   |                     |                          |
| ۸۵   | ۱۳۳۹ | فرشته فراری              |                     |                          |
| ۸۶   | ۱۳۳۸ | آسمون‌جل                  |                     |                          |
| ۸۷   | ۱۳۳۸ | اینم یک جورشه            |                     |                          |
| ۸۸   | ۱۳۳۷ | چشم به راه               |                     |                          |
| ۸۹   | ۱۳۳۶ | بهلول                    |                     |                          |
| ۹۰   | ۱۳۳۶ | نردبان ترقی              |                     |                          |
| ۹۱   | ۱۳۳۵ | بوسه مادر                |                     |                          |
| ۹۲   | ۱۳۳۵ | مرجان                    |                     |                          |
| ۹۳   | ۱۳۳۴ | خواب و خیال              |                     |                          |
| ۹۴   | ۱۳۳۴ | فرزند گمراه              |                     |                          |
| ۹۵   | ۱۳۳۴ | مهتاب خونین              |                     |                          |
| ۹۶   | ۱۳۳۳ | بلهوس                    |                     |                          |
| ۹۷   | ۱۳۳۳ | تقدیر چنین بود           |                     |                          |
| ۹۸   | ۱۳۳۳ | عروس دجله                |                     |                          |
| ۹۹   | ۱۳۳۲ | چهره آشنا                |                     |                          |
| ۱۰۰  | ۱۳۳۲ | دختر چوپان               |                     |                          |
| ۱۰۱  | ۱۳۳۲ | دختر سر راهی             |                     |                          |
| ۱۰۲  | ۱۳۳۲ | گرداب                    |                     |                          |
| ۱۰۳  | ۱۳۳۲ | گناهکار                  | مهدی گرامی          |                          |

#### حضور افتخاری
| سال  | عنوان | کارگردان    |
| ---- | ----- | ----------- |
| ۱۳۶۳ | فرار  | جمشید حیدری |

#### تهیه‌کننده
| ردیف | سال  | عنوان        | کارگردان          |
| ---- | ---- | ------------ | ----------------- |
| ۱    | ۱۳۵۳ | هرجایی       | مهدی ژولک         |
| ۲    | ۱۳۵۲ | بندری        | کامران قدکچیان    |
| ۳    | ۱۳۵۲ | سالومه       | مهدی ژولک         |
| ۴    | ۱۳۵۲ | سراب         | مهدی ژولک         |
| ۵    | ۱۳۵۱ | ساحره        | کامران قدکچیان    |
| ۶    | ۱۳۵۱ | مرد          | مهدی ژولک         |
| ۷    | ۱۳۵۰ | ایوب         | مهدی ژولک         |
| ۸    | ۱۳۵۰ | حیدر         | مهدی ژولک         |
| ۹    | ۱۳۵۰ | مردان سحر    | اسماعیل نوری علاء |
| ۱۰   | ۱۳۵۰ | یک چمدان سکس | محمد متوسلیانی    |
| ۱۱   | ۱۳۴۹ | سوگلی        | مهدی ژولک         |

### مجموعهٔ تلویزیونی
| سال       | عنوان مجموعه                | کارگردان               |
| --------- | --------------------------- | ---------------------- |
| ۱۳۸۰      | یادداشت‌های کودکی            | پریسا بخت‌آور           |
| ۱۳۷۸      | کاشانه                      | قاسم جعفری             |
| ۱۳۷۶–۱۳۷۵ | سیاه، سفید، خاکستری         | سیامک شایقی            |
| ۱۳۷۴–۱۳۷۵ | فروشگاه                     | احمد بهبهانی           |
| ۱۳۷۴      | علی‌آقا ۱۲۱                  | محمد صالح علا          |
| ۱۳۷۴      | وکلای جوان                  | بهرام کاظمی            |
| ۱۳۷۰–۱۳۷۵ | امام علی (مجموعه تلویزیونی) | داوود میرباقری         |
| ۱۳۷۰      | این خانه دور است            | بیژن بیرنگ، مسعود رسام |
| ۱۳۶۹      | پیک سحر                     | خسرو ملکان             |
| ۱۳۶۸–۱۳۶۹ | میهمان                      | خسرو ملکان             |
| ۱۳۶۸–۱۳۶۹ | ازدواج پر ماجرا             | منوچهر پوراحمد         |
| ۱۳۶۸      | چراغ خانه                   | منوچهر پوراحمد         |
| ۱۳۶۷      | یکی از این روزها            | فریدون فرهودی          |
| ۱۳۵۶      | غارتگران                    | محمد متوسلانی          |
| ۱۳۵۱      | گذر عمر                     | عزت‌الله مقبلی          |